# Vallat
Vallat är en kommun i Spanien.   Den ligger i provinsen Província de Castelló och regionen Valencia, i den östra delen av landet, 290 km öster om huvudstaden Madrid. Arean är 5,0 kvadratkilometer. Vallat gränsar till Argelita, Espadilla, Fanzara och Toga. 
Terrängen i Vallat är kuperad söderut, men norrut är den platt.